# II. Szvatopluk nyitrai fejedelem
II. Szvatopluk (†906) nyitrai fejedelem 894-től kb. 901-ig.

## Élete
I. Szvatopluk morva fejedelem második fia volt. Apjuk 894-ben halt meg. Bíborbanszületett Konstantin leír egy legendát, miszerint a halálos ágyán fekvő Szvatopluk magához hívatta három fiát (történelmileg csak II. Szvatopluk bátyja, II. Mojmír igazolható, a talán Predszlav nevű öccsükről nincsenek megbízható források) és megkérte, hogy törjenek el három, egymáshoz kötözött pálcát. Nem sikerült, de ezután a külön szedett pálcákat könnyen eltörték; az öreg fejedelem ezzel intette őket, hogy tartsanak össze.   
A Morva Fejedelemséget a legidősebb fiú. II. Mojmír örökölte, aki a vazallus Nyitrai Fejedelemséget öccsének, II. Szvatopluknak adta. Mivel a morvák ekkor háborúban álltak a keleti frankokkal, Szvatopluk szövetséget kötött az etelközi magyarokkal (innen származik a fehér ló mondája), akik feldúlták a frank uralom alatt lévő Balatoni Fejedelemséget. A morvák és a frankok ezután békét kötöttek. 
A két fivér kapcsolata már 895-ben megromlott. Szvatopluk Arnulf keleti frank király támogatását kereste (egy megbízhatatlan hagyomány szerint anyja, Gizela Arnulf nővére volt), míg Mojmír frankellenes politikát folytatott. Szvatopluk 897-ben meglátogatta Arnulfot és szövetséget kötött vele, majd a következő évben fellázadt bátyja ellen. 898/899 telén a frankok betörtek Morvaországba. Mojmír legyőzte őket és foglyul ejtette öccsét, de a frankoknak sikerült kiszabadítaniuk és magukkal vitték Bajorországba.
II. Szvatopluk 901-ben visszatért Nyitrára, ahol talán bátyja egy Isanrich nevű nemessel leváltotta. Ezután eltűnik a írott forrásokból, valószínűleg 906 körül halt meg a magyarokkal vívott csatában. Az egy évvel későbbi pozsonyi csatában már nem vett részt.   

## Fordítás
- Ez a szócikk részben vagy egészben  a   Svatopluk II. című cseh Wikipédia-szócikk ezen változatának fordításán alapul.  Az eredeti cikk szerkesztőit annak laptörténete sorolja fel. Ez a jelzés csupán a megfogalmazás eredetét és a szerzői jogokat jelzi, nem szolgál a cikkben szereplő információk forrásmegjelöléseként.